# Petronas

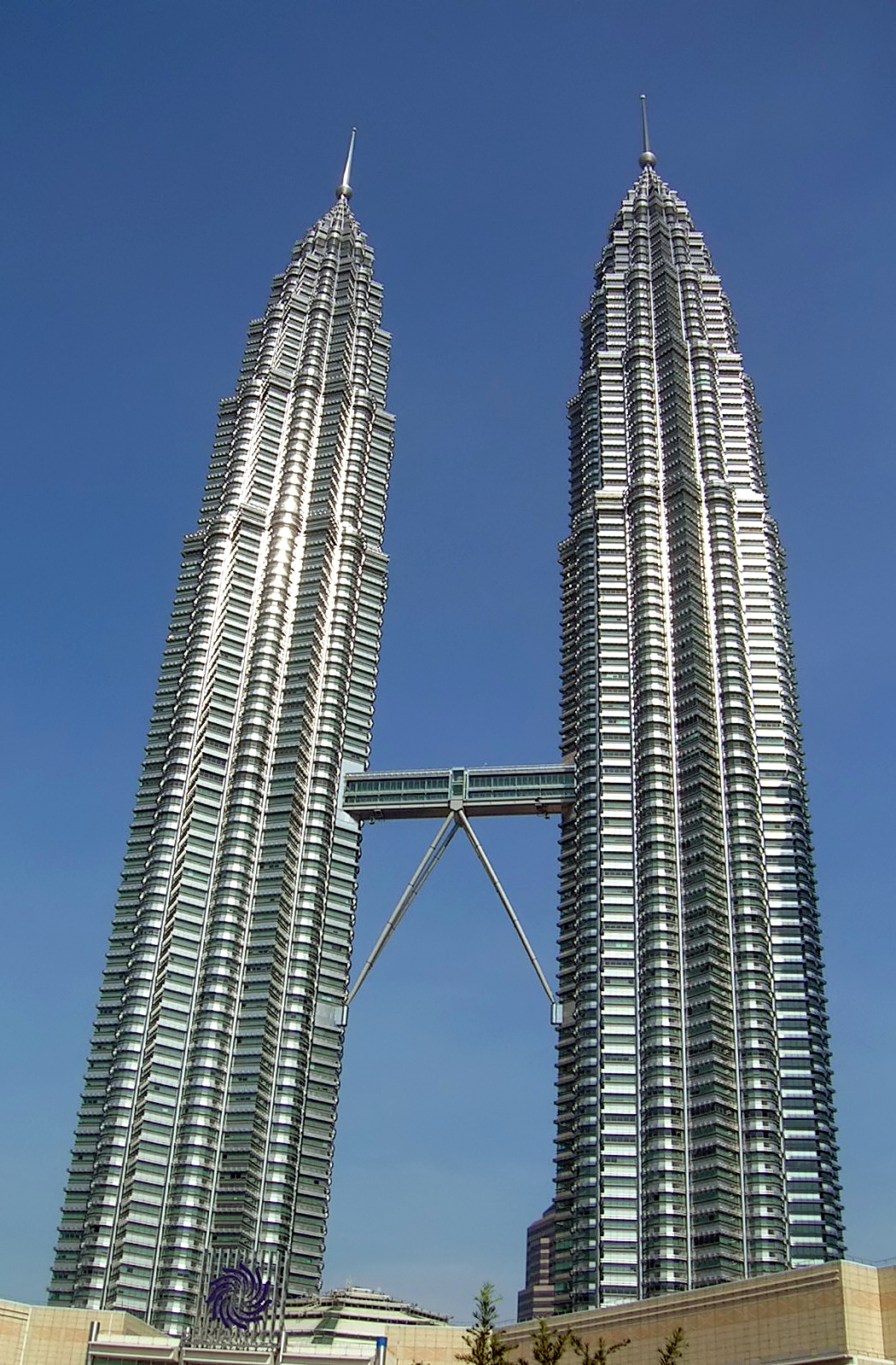
Petronas Towers (2005)

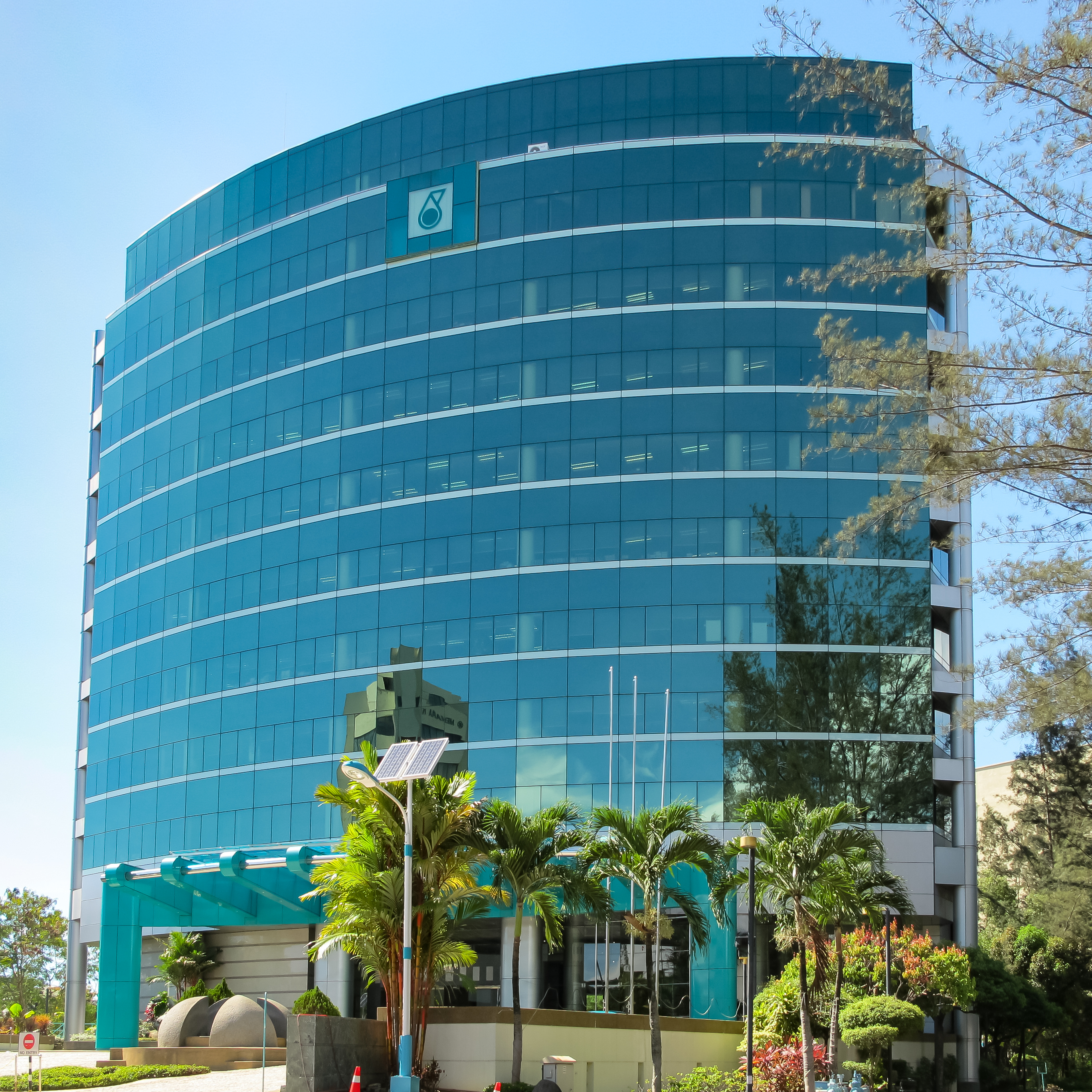
Petronas-Verwaltungssitz in Kota Kinabalu, Sabah (2011)

Petroliam Nasional Berhad ist ein 1974 gegründeter malaysischer Mineralölkonzern in Staatsbesitz. Der Name Petronas ist ein Akronym und steht für „Petroliam Nasional“. Der Konzern ist für die Förderung, Entwicklung und Organisation sämtlicher Ölvorkommen in Malaysia zuständig und gehört zu den 500 größten Unternehmen der Welt. Seit der Gründung wuchs das Unternehmen kontinuierlich zu einem internationalen Öl- und Gas-Konzern mit Vertretungen in 31 Ländern und mehr als 100 Tochtergesellschaften. Den Hauptsitz des Konzerns in Kuala Lumpur bilden seit 1998 die Petronas Towers.

## Geschichte
Die Entwicklungen auf dem Energiemarkt führten in den 1970er-Jahren dazu, dass der malaysische Staat ein eigenes Unternehmen gründete. 1974 wurde der Petroleum Development Act im Parlament eingebracht und verabschiedet. Petronas wurde am 17. August 1974 gegründet, und Tengku Razaleigh wurde zum ersten Vorsitzenden ernannt. Zunächst weigerten sich Exxon und Shell, ihre Konzessionen aufzugeben und mit Petronas zu verhandeln. Daraufhin teilte Petronas allen ausländischen Ölgesellschaften mit, dass sie ab dem 1. April 1975 illegal in malaysischen Gewässern operieren würden, wenn sie keine Verhandlungen mit Petronas aufnehmen würden. Nach einigen Verhandlungsrunden traten die ausländischen Ölgesellschaften schließlich ihre Konzessionen an Petronas ab.
Nach einer teilweisen Erschöpfung der malaysischen Ölfelder begann Petronas ab den späten 1980er-Jahren auswärtige Öl- und Gasfelder zu erschließen. 1994 wurde in Vietnam das Ruby-Feld in Betrieb genommen; gleichzeitig gründete Petronas Tochtergesellschaften zur Lagerung von Flüssiggas und zur Ausbeutung chinesischer Felder. Symbol des Erfolgs war die Errichtung der Petronas Towers, den damals höchsten Türmen der Welt. 1998 folgte mit dem Sirri-Ölfeld der Einstieg in den iranischen Markt. Bis 2002 hatte Petronas Production Sharing Agreements mit acht Ländern in Asien und Afrika abgeschlossen. Auf dem Flüssiggasmarkt war Petronas inzwischen auf Platz 2 nach Algerien aufgestiegen.
Im Jahr 2004 erklärte der Minister im Ministerium des Premierministers, Datuk Mustapa Mohamed, dass Petronas 25 Mrd. RM zur Staatskasse beitrug, was 25 % der über Dividenden und andere Einnahmen eingenommenen Gelder entsprach.
Am 29. Oktober 2012 teilte Petronas mit, dass es sein Angebot für den Gasproduzenten Progress Energy Resources erneuern werde, nachdem Kanada sein Angebot Anfang des Monats blockiert hatte. Das 6-Milliarden-Dollar-Angebot wurde am 7. Dezember 2012 von Ottawa genehmigt. Am 2. Mai 2015 schloss Petronas die Übernahme von Öl- und Gasvorkommen in Aserbaidschan von der norwegischen Statoil (jetzt Equinor) für 2,25 Mrd. USD ab. Geplagt von der Ölschwemme der 2010er-Jahre, meldete Petronas am 26. Februar 2015, dass das Unternehmen sein Budget für Investitionsausgaben für 2015 gekürzt habe, nachdem es im vierten Quartal einen Verlust von 2 Mrd. USD verzeichnet hatte – der erste Verlust des Unternehmens, seit es vor fünf Jahren mit der Berichterstattung von Quartalsergebnissen begann.

### Vorwürfe von Kriegsverbrechen im Sudan
Im Juni 2010 veröffentlichte die European Coalition on Oil in Sudan (ECOS) den Bericht „Unpaid Debt“, in dem die Regierungen Schwedens, Österreichs und Malaysias aufgefordert wurden, den Vorwürfen nachzugehen, dass Petronas, Lundin Petroleum und OMV während ihrer Tätigkeit in Block 5A, Südsudan (damals Sudan), im Zeitraum von 1997 bis 2003 möglicherweise an Kriegsverbrechen und Verbrechen gegen die Menschlichkeit beteiligt waren. Zu den berichteten Verbrechen gehören wahllose Angriffe und vorsätzliche Angriffe auf Zivilisten, das Niederbrennen von Unterkünften, Plünderungen, die Zerstörung von überlebenswichtigen Gegenständen, die unrechtmäßige Tötung von Zivilisten, die Vergewaltigung von Frauen, die Entführung von Kindern, Folter und Zwangsumsiedlungen.
Im Juni 2010 leitete die schwedische Staatsanwaltschaft für internationale Verbrechen eine strafrechtliche Untersuchung über Verbindungen zwischen Schweden und den gemeldeten Verbrechen ein. Im Jahr 2016 wurden der Vorstandsvorsitzende von Lundin Petroleum, Ian Lundin, und der Geschäftsführer Alex Schneiter darüber informiert, dass sie als Verdächtige in die Ermittlungen einbezogen wurden. Die schwedische Regierung gab im Oktober 2018 grünes Licht für die Staatsanwaltschaft, die beiden Spitzenmanager anzuklagen. Am 1. November 2018 teilte die schwedische Staatsanwaltschaft der Lundin Petroleum AB mit, dass das Unternehmen wegen der Beteiligung an Kriegsverbrechen und Verbrechen gegen die Menschlichkeit zu einer Geldstrafe und dem Einzug wirtschaftlicher Vorteile in Höhe von 3,285 Mrd. SEK (ca. 315 Mio. EUR) verurteilt werden könnte. Folglich wird auch das Unternehmen selbst, wenn auch indirekt, angeklagt und vor Gericht vertreten sein. Am 15. November 2018 wurden den Verdächtigen der Entwurf der Anklageschrift und die Prozessakten zugestellt. Sie werden wegen Beihilfe zu internationalen Verbrechen angeklagt und müssen im Falle eines Schuldspruchs mit einer lebenslangen Haftstrafe rechnen. Der Prozess wird voraussichtlich Anfang 2022 beginnen und kann zwei Jahre dauern.
Petronas hat sich nie öffentlich zu den Vorwürfen der negativen Auswirkungen im Sudan geäußert oder das Thema mit den lokalen Gemeinschaften diskutiert. Es ist nicht bekannt, dass das Unternehmen angemessene Maßnahmen ergriffen hat, um die Verwicklung in Menschenrechtsverletzungen während des Ölkriegs zu verhindern oder die negativen Auswirkungen der Tätigkeit seines Konsortiums ungeschehen zu machen.
Petronas war ein „loyal participant“ des Konsortiums, das in Block 5A tätig war, und hatte ein erhebliches Mitspracherecht bei der Durchführung der Arbeiten. Daher betreffen die Verdachtsmomente gegen die Spitzenmanager des Konsortiums auch Petronas. Das Unternehmen befindet sich zu 100 % im Besitz des malaysischen Staates. Nach den UN-Leitprinzipien kann die Verletzung der Menschenrechte durch ein Wirtschaftsunternehmen, das ganz oder teilweise von einem Staat kontrolliert wird, eine Verletzung der eigenen völkerrechtlichen Verpflichtungen dieses Staates bedeuten.
Anfang Oktober 2021 unternahm die sudanesische Übergangsregierung Schritte, um die Vermögenswerte von Petronas zu beschlagnahmen, mit der Begründung, sie seien unter der Herrschaft des gestürzten sudanesischen Präsidenten Umar al-Baschir mit illegalen Mitteln erworben worden. Am 11. Oktober erließ die sudanesische Übergangsregierung einen Haftbefehl gegen den Country Manager von Petronas. Daraufhin lud die malaysische Regierung den sudanesischen Geschäftsträger vor und forderte die sudanesische Regierung auf, den bilateralen Investitionsförderungs- und -schutzvertrag einzuhalten und die Unverletzlichkeit der malaysischen Botschaft zu respektieren, die im selben Komplex wie der Petronas Sudan Complex in Khartum untergebracht war. Petronas hat außerdem versucht, den Haftbefehl gegen den Manager aufzuheben, und einen Antrag auf ein Schiedsverfahren beim Internationalen Zentrum zur Beilegung von Investitionsstreitigkeiten (ICSID) der Weltbank gestellt. Der ehemalige Bundesanwalt und Gastprofessor an der University of Technology Malaysia, Salleh Buang, vertrat die Ansicht, dass das Vorgehen der sudanesischen Regierung gegen internationales Recht verstoße, das die unrechtmäßige Enteignung von Wirtschaftsgütern ohne angemessene Entschädigung untersagt.

### 2022 Beschlagnahme von luxemburgischen Vermögenswerten
Im Februar 2022 verurteilte ein französisches Schiedsgericht, das Tribunal de Grande Instance de Paris, die malaysische Regierung zur Zahlung von mindestens 14,9 Mrd. USD an die Nachfahren des Sultanat von Sulu, die Anspruch auf den malaysischen Bundesstaat Sabah erhoben haben. Zur Durchsetzung des Schiedsspruchs reichten die Kläger am 11. Juli 2022 eine Beschlagnahmeanordnung (saisie-arret) ein, mit der die luxemburgischen Behörden zwei in Luxemburg ansässige Tochtergesellschaften von Petronas beschlagnahmen sollten: Petronas Azerbaijan (Shah Deniz) und Petronas South Caucasus Units.
Am 13. Juli erwirkte die malaysische Regierung eine Aussetzung des Urteils des französischen Gerichts, wobei Premierminister Ismail Sabri Yaakob erklärte, dass das Urteil die malaysische Souveränität untergrabe. Darüber hinaus bezeichnete Petronas die Beschlagnahmeanordnung als „unbegründet“ und erklärte, dass es die Vollstreckungsmaßnahmen anfechten werde.

## Tochtergesellschaften
Das Unternehmen hat mehr als 100 Tochtergesellschaften und etwa 40 Joint Ventures, bei denen Petronas mindestens einen Anteil von 50 % hält. Nur drei davon sind derzeit börsennotiert. Petronas plant, zukünftig mit mehr Tochtergesellschaften den Gang an die Börse zu wagen.

### Petronas Dagangan Berhad
Petronas Dagangan Berhad befasst sich mit der Verteilung und dem Verkauf von Mineralölprodukten innerhalb von Malaysia sowie dem Betrieb der Petronas-Tankstellen. Zur Gesellschaft gehörten im Januar 2008 bereits 870 Tankstellen mit einer weiter steigenden Tendenz.
Die Gesellschaft ging auch strategische Partnerschaften mit Fastfoodketten, Banken und dem Transportgewerbe ein, um die Attraktivität der Tankstellen zu erhöhen. Zu den Partnern zählen McDonald’s, Kentucky Fried Chicken, Dunkin Donuts, Konsortium Transnasional Berhad, Maybank und CIMB Bank.

### Petronas Gas Berhad
Petronas Gas Berhad ist in der Gasversorgungsbranche tätig. Sie übernimmt als Rohrleitungstransportgesellschaft die Förderung von Gas zwischen Petronas und den verschiedenen Kunden. In dieser Eigenschaft betreibt sie auf der Halbinsel Malaysia eine eigene Pipeline von 2.550 Kilometer Länge zwischen Kerteh in Terengganu nach Johor Bahru im Süden und Kangar im Norden.

### MISC Berhad
MISC Berhad ist ein maritimes Logistikunternehmen. Es besitzt unter anderem eigene Schiffe und Reedereien, darunter die weltweit größte Flotte an Flüssiggastankern.

### KLCC Properties Berhad
Diese Immobiliengesellschaft befasst sich mit der Weiterentwicklung und Verwaltung des Kuala Lumpur City Centre (KLCC), zu dem die Petronas Towers, Menara ExxonMobil und der KLCC Park gehören. Daneben ist die Gesellschaft auch für den Dayabumi Complex in der Nähe von Dataran Merdeka zuständig.

### Petronas Chemicals
Petronas Chemicals ist das jüngste börsennotierte Unternehmen von Petronas. Der Börsengang erfolgte am 26. November 2010 mit einem Emissionsvolumen von 4,4 Milliarden USD und ging damit als einer der größten Börsengänge Südostasiens in die Geschichte ein.
Dieser Geschäftszweig von Petronas ist der größte petrochemische Produzent und Händler in Südostasien. Die Produktpalette umfasst Olefine, Polymere, Düngemittel, Methanol und andere Grundstoffchemikalien sowie Zwischen- und Veredelungsprodukte.

### Malaysian Marine and Heavy Engineering (MMHE)
MMHE ist seit dem 29. Oktober 2010 börsennotiert. Das Emissionsvolumen betrug 1 Milliarde Malaysische Ringgit.
Dieses Tochterunternehmen konstruiert und baut Offshore-Plattformen für Öl- und Gasförderung. Außerdem befasst es sich mit der Reparatur von Tankern und dem Umbau von Tankern zu schwimmenden Speicher- und Umschlaganlagen (Floating Production Storage and Offloading Unit).

### Weitere wichtige Tochterunternehmen und Joint Ventures
- Petronas Carigali Sdn Bhd – Nationaler Zweig der Exploration von Gas- und Öllagerstätten
- Petronas Carigali Overseas Sdn Bhd – Internationale Zweig der Exploration von Gas- und Öllagerstätten
- Petronas Research Sdn Bhd – Forschung und Entwicklung
- MITCO Sdn Bhd – Internationaler Handel mit Nicht-Ölbasierten Wirtschaftsgütern
- Petronas Fertilizer Kedah – Produktion von Harnstoff-Düngemittel
- Petronas Methanol (Labuan) Sdn. Bhd. (PMLSB) – Methanolproduktion
- Kebabangan Petroleum Operating Company – Erschließung eines Tiefbohrfeldes vor Sabah

- Weitere Gesellschaften: Petronas Assets Sdn Bhd; Petronas Maritime Services Sdn Bhd; Petronas Trading Corp. Sdn Bhd; Petronas Argentina S.A.; Petronas Australia Pty Ltd.; Petronas Thailand Co. Ltd.; Petronas Philippines Inc.; Petronas Cambodia Co. Ltd.; Petronas Technical Services Sdn Bhd; Petronas South Africa Pty Ltd.; Petronas India Holdings Company Pte Ltd.; Petronas China Company Ltd.; Petronas International Corp. Ltd.; Petronas Marketing Thailand Co. Ltd.; Myanmar Petronas Trading Co. Ltd.; Petronas Marketing (Netherlands) B.V. und Indianoil Petronas

## Sponsoring im Motorsport

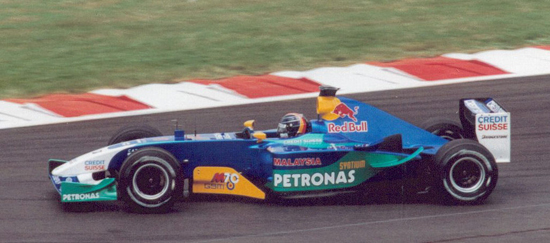
Heinz-Harald Frentzen 2003 auf Sauber-Petronas
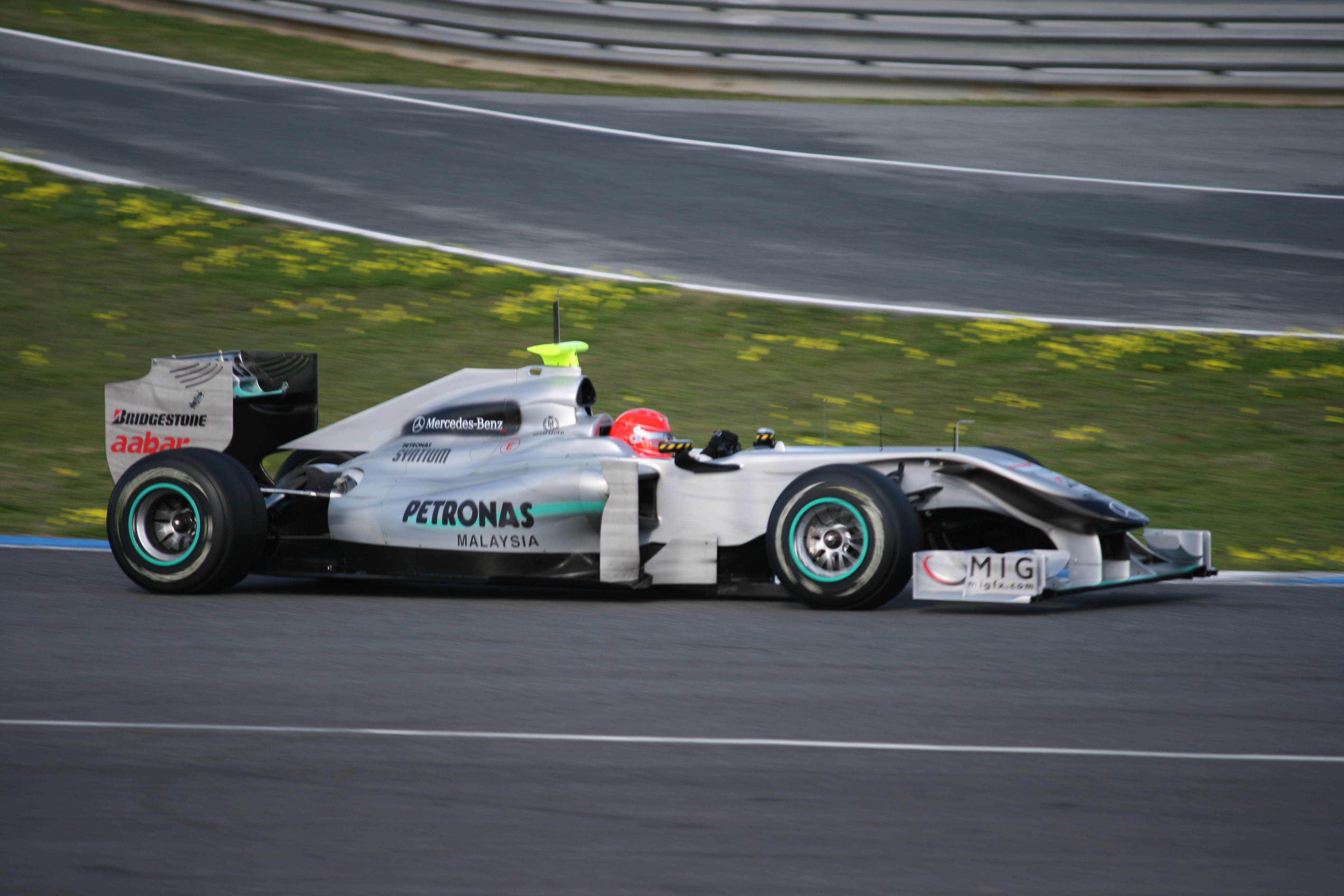
Michael Schumacher im W01 (2010)
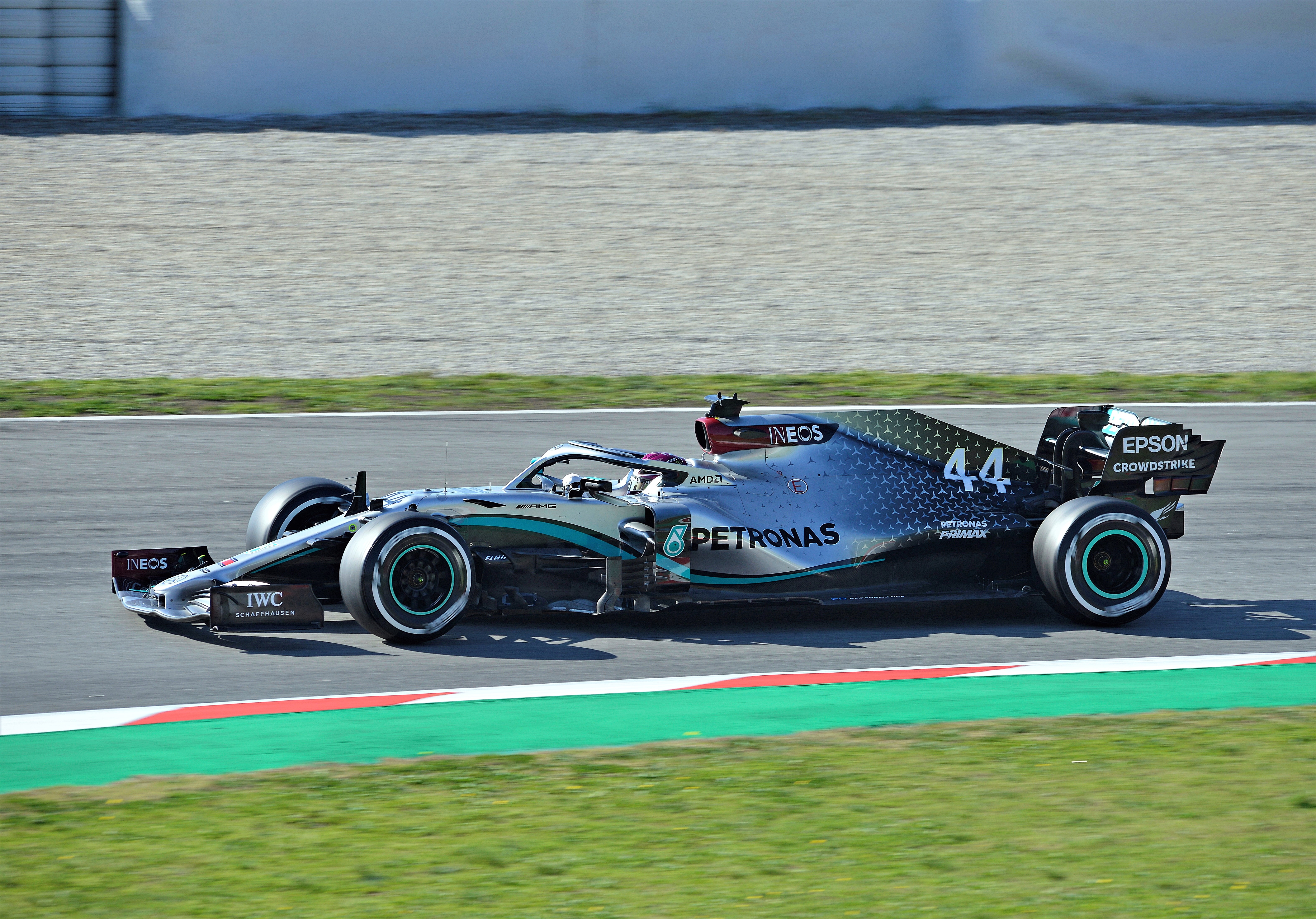
Lewis Hamilton im W11 EQ (2020)

Petronas ist seit 1995 als Sponsor in der Formel 1 engagiert, von 1997 bis 2005 als Motorensponsor des Schweizer Sauber Teams. Als solcher finanzierte Petronas das Leasing der von Ferrari gelieferten V10-Motoren. Sauber erzielte mit diesen Aggregaten vier Podiumsplätze. Von 2006 bis 2009 war man Hauptsponsor des damaligen BMW Sauber F1 Teams. Seit der ersten Saison des Mercedes-F1-Teams 2010 ist Petronas Hauptsponsor des Teams.
Seit 2019 firmiert das Sepang Racing Team als Petronas Yamaha SRT in der MotoGP-Klasse der Motorrad-Weltmeisterschaft. Es beschäftigte die jungen Fahrer Franco Morbidelli und Fabio Quartararo. Zum Ende der Saison 2021 gab Petronas seinen Rückzug mit sofortiger Wirkung bekannt.